# Les Amours du chevalier de Faublas
Les Amours du chevalier de Faublas sont un roman-mémoires publié en trois parties de 1787 à 1790 par Jean-Baptiste Louvet de Couvray chez Ambroise Tardieu à Paris.
Roman libertin, il décrit, sur un rythme trépidant, les aventures amoureuses d’un jeune aristocrate provincial installé dans la capitale avec son père et sa sœur.
Une Année de la vie du chevalier de Faublas paraît en 1787. Suivent en 1788 Six semaines de la vie du chevalier de Faublas et en 1790 la Fin des amours du chevalier de Faublas.
Écrit dans un style très vivant, que Michel Delon a comparé à celui de Dumas, il comporte de nombreux épisodes comiques, même si la troisième partie est plus sombre et annonce le roman noir. Autre particularité importante du roman, le héros, à la beauté androgyne, y est très souvent travesti.

## Adaptations
Devant son très grand succès, Les Amours du chevalier de Faublas a connu de nombreuses adaptations.
Outre les rééditions de l’ouvrage en 1806, en 1821, en 1822, en 1842, en 1849 et en 1884, des parties du roman ont fait l’objet d’éditions disjointes : Lodoïska et Lovzinski, histoire polonaise à Paris en 1798 ou Love and patriotism! or the extraordinary adventures of M. Duportail à Londres en 1797.
Par ailleurs, de nombreuses imitations ont vu le jour, orientant le roman vers un plus grand libertinage (dont les Galanteries du jeune chevalier de Faublas par le chevalier de Nerciat en 1788) ou édulcorant l’histoire vers plus de sentimentalisme (dont Madame de Lignolle, ou Fin des aventures de Faublas par Élisabeth Guénard). De tous ces romans, le Nouveau Faublas de Jean-François Mimaut, récit épistolaire qui déroule les histoires de Florbelle entre 1788 et 1795, est le plus fidèle au modèle. Au XIXe siècle, l’ouvrage a inspiré diverses adaptations théâtrales et tentatives romanesques. Ainsi, paraissent Lodoïska et sa fille (1820) de Karoline von Briest et les Aventures de Victor Augerol (1838) d’Agénor Altaroche. 
Il a été adapté maintes fois pour l’opéra :
- En France, Luigi Cherubini donne le 18 juillet 1791 Lodoïska, sur un livret de Claude-François Fillette-Loraux, avec Pierre Gaveaux dans le rôle de Floresky. Cette œuvre de Cherubini a été adaptée en allemand, en polonais, en danois, etc.
- Le 1er août de la même année, Rodolphe Kreutzer et Jean-Élie Bédéno Dejaure présentent Lodoïska ou les Tartares à la salle Favart, sur un livret de Jean-Élie Bédéno Dejaure ; cette œuvre a été adaptée en suédois, en russe, en néerlandais, etc.
- En Angleterre, une adaptation de John Philip Kemble et Stephen Storace est donnée en juin 1794 au théâtre de Drury Lane.
- En Italie, Hans Gonella et Simon Mayr à la Fenice de Venise créent Lodoïska en 1796. C’est d’ailleurs sur cet opéra que le chanteur Luigi Marchesi fait ses adieux à la Scala en 1805
- Voir également Lodoïska pour une liste plus complète d'adaptations.
- Plus tard, Richard Wüerst et Ernst Wichert composent un Faublas, opéra comique en trois actes, publié à Berlin en 1872.
- De leur côté, Camille Erlanger et Pierre-Barthélemy Gheusi donnent un Faublas à Paris en 1897.
- Enfin, en 1911, Richard Strauss compose Der Rosenkavalier (Le Chevalier à la rose, en français), sur un livret de Hugo von Hofmannsthal[1].

Une adaptation cinématographique a été réalisée en 1913 par Henri Pouctal, auteur du film muet Les Aventures du chevalier de Faublas.
Pour conclure, on peut citer le peintre Édouard-Henri Avril, qui a illustré le roman.

## Édition moderne
- Les Amours du chevalier de Faublas, éd. Michel Delon, Paris, Gallimard, 1996.  (ISBN 9782070388035)